# Cadel Evans
Cadel Lee Evans (Katherine, 14 de febrero de 1977) es un ciclista australiano que compitió en las modalidades de carretera y montaña. Fue el ganador del Tour de Francia de 2011 y campeón mundial en ruta de 2009.

## Trayectoria
Comenzó compitiendo internacionalmente en 1994 en ciclismo de montaña. Ganó una medalla de plata en el Campeonato Mundial de Ciclismo de Montaña de 2001, en la prueba de campo a través por relevos.
En 2001 debutó como profesional en la carretera con el equipo italiano Saeco.  En 2003 se cambió al equipo alemán Telekom y con este obtuvo la victoria en la Vuelta a Austria de 2004. Entre 2005 y 2009 corrió con el equipo Lotto, y entre 2010 y 2015 con el equipo estadounidense BMC Racing.

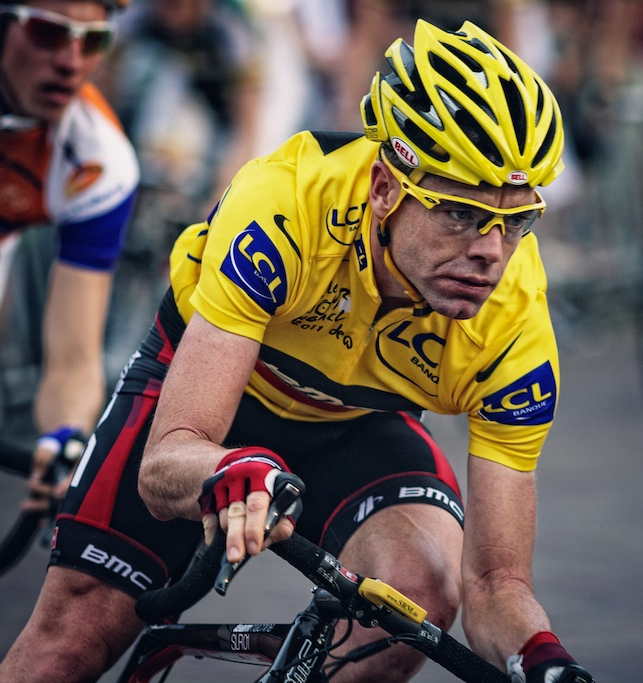
Evans con el maillot amarillo del Tour de Francia 2011

Se proclamó vencedor del Tour de Francia de 2011, al ganar la clasificación general por delante de Andy Schleck y Fränk Schleck. Ganó el Tour de Romandía en 2006 y 2011, la Flecha Valona en 2010, la Tirreno-Adriático en 2011 y el Critérium Internacional en 2012. Además, obtuvo dos victorias de etapa en el Tour de Francia (2007 y 2011) y una victoria de etapa en el Giro de Italia (2010).
En el Campeonato Mundial de Ciclismo en Ruta 2009 ganó la medalla de oro en la prueba de ruta, venciendo al ruso Alexandr Kolobnev y al español Joaquim Rodríguez.
Participó en cuatro Juegos Olímpicos de Verano, entre los años 1996 y 2012, consiguiendo el séptimo lugar en Sídney 2000, en la prueba de montaña de campo a través, y el quinto en Pekín 2008, en la prueba de ruta de contrarreloj individual.
Se retiró de la competición en 2015. Su última carrera que disputó fue la Cadel Evans Great Ocean Road Race, que desde entonces se realiza en su país como homenaje a su carrera deportiva.
Fue condecorado con la Medalla Deportiva Australiana en 2000 y nombrado miembro de la Orden de Australia (AM) en 2013. En 2020 fue incluido en el Salón de la Fama del Deporte Australiano.

## Medallero internacional

### Ciclismo en ruta
| Campeonato Mundial | Campeonato Mundial | Campeonato Mundial | Campeonato Mundial |
| Año                | Lugar              | Medalla            | Competición        |
| ------------------ | ------------------ | ------------------ | ------------------ |
| 2009               | Mendrisio (Suiza)  | Medalla de oro     | Ruta               |

### Ciclismo de montaña
| Campeonato Mundial | Campeonato Mundial    | Campeonato Mundial | Campeonato Mundial         |
| Año                | Lugar                 | Medalla            | Competición                |
| ------------------ | --------------------- | ------------------ | -------------------------- |
| 2001               | Vail (Estados Unidos) | Medalla de plata   | Campo a través por relevos |

## Palmarés

### Ciclismo de montaña
- Victorias en pruebas internacionales puntuables para el ranking UCI y podios en campeonatos y Copa del Mundo.

| 1997 - Wellington - Copa Vall d'Uixó - Copa del Mundo 1998 - Silves - Plymouth - Canmore - Copa del Mundo 1999 - El Escorial - 1 etapa de Le Transalsace International - Copa del Mundo | 2000 - Mont Sainte-Anne - Canmore 2001 - 2.º en el Campeonato de Australia - 2.º en el Campeonato Europeo Campo a Través por Relevos Mixto (haciendo equipo con Sidney Taberlay, Mary Grigson y Trent Lowe) |

### Ruta
| 1998 - Tour de Tasmania 1999 - Tour de Tasmania, más 1 etapa 2001 - Vuelta a Austria, más 1 etapa - Brixia Tour - À travers Lausanne 2002 - 1 etapa del Tour Down Under - 1 etapa de la Uniqa Classic 2004 - Vuelta a Austria, más 1 etapa 2005 - 1 etapa de la Vuelta a Alemania 2006 - Tour de Romandía, más 1 etapa 2007 - Test event Road Cycling Pekín 2008, más 1 etapa - 2.º en el Tour de Francia, más 2 etapas - UCI ProTour 2008 - 1 etapa de la Vuelta a Andalucía - 1 etapa de la París-Niza - Settimana Coppi e Bartali, más 1 etapa - 2.º en el Tour de Francia | 2009 - 1 etapa de la Settimana Coppi e Bartali - 1 etapa de la Dauphiné Libéré - 3.º en la Vuelta a España - Campeonato Mundial en Ruta 2010 - Flecha Valona - 1 etapa del Giro de Italia, más clasificación por puntos 2011 - Tirreno-Adriático, más 1 etapa - Tour de Romandía - Tour de Francia , más 1 etapa - 2.º en el UCI WorldTour 2012 - Critérium Internacional, más 1 etapa - 1 etapa del Critérium del Dauphiné 2013 - 3.º en el Giro de Italia - 1 etapa del Tour de Alberta 2014 - 2.º en el Campeonato de Australia en Ruta - 1 etapa del Tour Down Under - Giro del Trentino, más 1 etapa - 2 etapas del Tour de Utah |

## Resultados

### Grandes Vueltas y Campeonatos del Mundo
Durante su carrera deportiva consiguió los siguientes puestos en las Grandes Vueltas y en los Campeonatos del Mundo en carretera.
| Carrera         | Carrera         | 1999 | 2000 | 2001 | 2002 | 2003 | 2004 | 2005 | 2006 | 2007 | 2008 | 2009 | 2010 | 2011 | 2012 | 2013 | 2014 | 2015 |
| --------------- | --------------- | ---- | ---- | ---- | ---- | ---- | ---- | ---- | ---- | ---- | ---- | ---- | ---- | ---- | ---- | ---- | ---- | ---- |
|                 | Giro de Italia  | —    | —    | —    | 14.º | —    | —    | —    | —    | —    | —    | —    | 5.º  | —    | —    | 3.º  | 8.º  | —    |
|                 | Tour de Francia | —    | —    | —    | —    | —    | —    | 7.º  | 4.º  | 2.º  | 2.º  | 30.º | 26.º | 1.º  | 7.º  | 39.º | —    | —    |
|                 | Vuelta a España | —    | —    | —    | —    | Ab.  | 30.º | —    | —    | 4.º  | —    | 3.º  | —    | —    | —    | —    | 52.º | —    |
| Mundial en Ruta | Mundial en Ruta | —    | —    | 26.º | —    | —    | Ab.  | Ab.  | 40.º | 5.º  | —    | 1.º  | 17.º | —    | —    | Ab.  | Ab.  | —    |

| —: No participó | Ab: Abandono |

### Vueltas menores
| Carrera | Carrera                | 1999 | 2000 | 2001 | 2002 | 2003 | 2004 | 2005 | 2006 | 2007 | 2008 | 2009 | 2010 | 2011 | 2012 | 2013 | 2014 | 2015 |
| ------- | ---------------------- | ---- | ---- | ---- | ---- | ---- | ---- | ---- | ---- | ---- | ---- | ---- | ---- | ---- | ---- | ---- | ---- | ---- |
|         | Tour Down Under        | 12.º | Ab.  | 10.º | 4.º  | 10.º | —    | 29.º | 14.º | —    | —    | —    | 6.º  | —    | —    | —    | 2.º  | 3.º  |
|         | París-Niza             | —    | —    | —    | 10.º | —    | —    | 8.º  | —    | 7.º  | 16.º | 21.º | —    | —    | —    | —    | —    | —    |
|         | Tirreno-Adriático      | —    | —    | —    | —    | —    | —    | —    | —    | —    | —    | —    | 3.º  | 1.º  | 32.º | —    | Ab.  | —    |
|         | Volta a Cataluña       | —    | —    | —    | —    | —    | —    | —    | 37.º | —    | —    | —    | —    | 7.º  | —    | —    | —    | —    |
|         | Vuelta al País Vasco   | —    | —    | —    | 6.º  | 34.º | 57.º | 15.º | 8.º  | 13.º | 2.º  | 4.º  | —    | —    | —    | —    | 7.º  | —    |
|         | Tour de Romandía       | —    | —    | —    | 3.º  | —    | —    | —    | 1.º  | 4.º  | —    | 7.º  | —    | 1.º  | 29.º | —    | —    | —    |
|         | Critérium del Dauphiné | —    | —    | —    | —    | —    | —    | —    | —    | 2.º  | 2.º  | 2.º  | —    | 2.º  | 3.º  | —    | —    | —    |
|         | Tour de Polonia        | —    | —    | —    | —    | —    | —    | Ab.  | 2.º  | —    | 63.º | —    | —    | —    | —    | —    | —    | —    |

| —: No participó | Ab: Abandono |

## Equipos

### Ciclismo de montaña
- DiamondBack International (1997)
- Volvo-Cannondale (1998)

### Carretera
- Saeco-Cannondale (09-12.1999) – como stagiaire.
- Saeco (04-12.2001)
- Mapei (2002)
- Team Telekom/T-Mobile Team (2003-2004)
  - Team Telekom (2003)
  - T-Mobile Team (2004)
- Lotto (2005-2009)
  - Davitamon-Lotto (2005-2006)
  - Predictor-Lotto (2007)
  - Silence-Lotto (2008-2009)
- BMC Racing Team (2010-02.2015)